# Puentecillas, Zitácuaro
Puentecillas är en ort i Mexiko.   Den ligger i kommunen Zitácuaro och delstaten Michoacán de Ocampo, i den södra delen av landet, 130 km väster om huvudstaden Mexico City. Puentecillas ligger 2 039 meter över havet och antalet invånare är 1 032.
Terrängen runt Puentecillas är kuperad. Runt Puentecillas är det tätbefolkat, med 319 invånare per kvadratkilometer. Närmaste större samhälle är Heróica Zitácuaro, 9,1 km sydost om Puentecillas. Omgivningarna runt Puentecillas är en mosaik av jordbruksmark och naturlig växtlighet.